# Стоги-Мальборкское
Стоги-Мальборкское (пол. Stogi Malborskie) — остановочный пункт железной дороги в селе Стоги в гмине Мальборк, в Поморском воеводстве Польши. Имеет 2 платформы и 3 пути.
Остановочный пункт на железнодорожной линии Варшава-Восточная — Гданьск-Главный, построен в 1990 году.